# Cedar Fort (Utah)

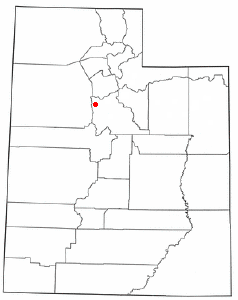
Localización de Cedar Fort, Utah.

Cedar Fort es una localidad del condado de Utah, estado de Utah, Estados Unidos. Según el censo de 2000, la población era de 341 habitantes.

## Geografía
Cedar Fort está localizado en las coordenadas 40°19′35″N 112°6′20″O / 40.32639, -112.10556
Según la oficina del censo de Estados Unidos, la población tiene un área total de 4,1 km². No tiene superficie cubierta de agua.

## Demografía
Según el censo de 2000, había 341 habitantes, 101 casas y 83 familias residían en la ciudad. La densidad de población era 82,8 habitantes/km². Había 110 unidades de alojamiento con una densidad media de 26,7 unidades/km².
La máscara racial de la localidad era 95,89% blanco, 0,59% indio americano, 0,29% asiático, 0,29% de las islas del Pacífico, 0,29% de otras razas y 2,64% de dos o más razas. Los hispanos o latinos de cualquier raza eran el 0,88% de la población.
Había 101 casas, de las cuales el 43,6% tenía niños menores de 18 años, el 76,2% eran matrimonios, el 4,0% tenía un cabeza de familia femenino sin marido, y el 17,8% no eran familia. El 16,8% de todas las casas tenían un único residente y el 10,9% tenía sólo residentes mayores de 65 años. El promedio de habitantes por hogar era de 3,38 y el tamaño medio de familia era de 3,87.
El 36,1% de los residentes era menor de 18 años, el 8,8% tenía edades entre los 18 y 24 años, el 24,0% entre los 25 y 44, el 19,6% entre los 45 y 64, y el 11,4% tenía 65 años o más. La media de edad era 29 años. Por cada 100 mujeres había 101,8 hombres. Por cada 100 mujeres de 18 años o más, había 101,9 hombres.
El ingreso medio por casa en la ciudad era de 44.773$, y el ingreso medio para una familia era de 45.833$. Los hombres tenían un ingreso medio de 40.000$ contra 25.500$ de las mujeres. Los ingresos per cápita para la ciudad eran de 14.266$. Aproximadamente el 5,4% de las familias y el 11,3% de la población estaban por debajo del nivel de pobreza, incluyendo el 18,5% de menores de 18 años y el 7,5% de mayores de 65.
- Datos: Q483340
- Multimedia: Cedar Fort, Utah / Q483340